# Mario Kart DS
Mario Kart DS (マリオカートDS?, Mario Kāto DS) è un videogioco di guida del 2005, sviluppato da Nintendo EAD e pubblicato da Nintendo in esclusiva per Nintendo DS. È il quinto capitolo della serie di videogiochi Mario Kart, parte del più ampio franchise di Mario.
Con più di 23 milioni di copie vendute in tutto il mondo, è uno dei videogiochi più venduti di sempre.

## Novità introdotte
Come nei precedenti capitoli della serie, il giocatore deve affrontare diverse gare di go-kart utilizzando come piloti i personaggi del franchise di Mario e può raccogliere armi e accessori per portarsi verso la vittoria. Sono stati, però, introdotti nuovi elementi di gioco; i più importanti:
- differenze di prestazioni non più in base al personaggio ma al veicolo scelto;
- snaking, tecnica di gioco tramite cui si può concatenare più miniturbo, sia in curva che in rettilineo, dando così l'impressione visiva di assistere a un movimento del mezzo "a serpentina", da cui il nome;
- Calamako e Pallottolo Bill come nuovi oggetti;
- personalizzazione del proprio kart con un logo disegnato dal giocatore stesso;
- supporto della Nintendo Wi-Fi Connection;
- modalità Missione (esclusiva di questo titolo e mai più riproposta).

## Modalità di gioco
In Mario Kart DS è possibile correre su piste tridimensionali, in ambienti insidiosi come paludi e deserti. Nel gioco ci sono 5 diverse modalità di gioco: gran premio, prova a tempo, sfida, battaglia, missione.
La modalità Gran Premio consiste in una serie di 4 gare con otto corridori che si contendono la vittoria. A ogni gara vengono assegnati dei punti in base al piazzamento, e alla fine chi ha più punti è proclamato vincitore.
Nella modalità Prova a Tempo il giocatore sfida le proprie abilità di guida contro il cronometro; il gioco consente la memorizzazione dei primi cinque migliori tempi per ogni pista, oltre che il giro più veloce. È possibile, a partire da questo gioco, registrare online i propri migliori tempi nelle classifiche mondiali.
La modalità sfida è effettuabile anche in multiplayer. È simile alla modalità gran premio, ma più personalizzabile. Si può infatti scegliere se fare a squadre, i circuiti, se indire un limite minimo di gare da vincere, o da percorrere. Si può scegliere anche l'abilità della CPU: facile o difficile.)
Anche la modalità battaglia si può fare in multiplayer  e a scelta  tra "Battaglia palloncini" e "Corsa per i soli". Nella prima ciascuno ha dei palloncini, e lo scopo è far esplodere o rubare i palloncini altrui, in modo da restare l'unico che ne ha almeno uno. Nell'altra modalità l'obiettivo è raccogliere il maggior numero di soli presenti sulla pista; inizialmente i soli compariranno autonomamente, ma poi occorrerà sottrarli agli altri concorrenti. Una volta colpito il concorrente con un oggetto, uno dei soli del giocatore verrà perduto nelle vicinanze per poter essere nuovamente catturato. Quando un giocatore finisce tutti i soli viene eliminato, vince l'ultimo che resta.
La modalità missione è disponibile solo a un giocatore e consiste in una serie di missioni, di cui la difficoltà aumenta gradualmente.
(Modalità presente solo in questo titolo e mai più riproposta.)
La modalità online permetteva, prima della chiusura dei server nel 20 maggio 2014, di competere con i giocatori connessi al servizio Nintendo Wi-Fi Connection.

## Personaggi
I piloti che partecipano alle corse (alcuni da sbloccare nel corso del gioco) sono i personaggi del mondo di Mario, fatta eccezione per R.O.B., altra mascotte Nintendo giocabile in esclusiva nella serie di Mario Kart.
Ogni personaggio possiede all'inizio tre kart diversi sia per aspetto che per caratteristiche tecniche. I personaggi disponibili sono:
- Mario
- Luigi
- Peach
- Yoshi
- Toad
- Donkey Kong
- Wario
- Bowser
- Daisy
- Tartosso
- Waluigi
- R.O.B.

Mario Kart DS contiene 32 circuiti: sedici nuovi e sedici provenienti dai giochi precedenti, divisi in 8 trofei. Come per i personaggi e i kart, alcuni trofei andranno sbloccati.